# Phyllanthus chacoensis
Phyllanthus chacoensis là một loài thực vật có hoa trong họ Diệp hạ châu. Loài này được Morong miêu tả khoa học đầu tiên năm 1892.